# Henry Stuart, hertig av Gloucester
Henry Stuart, hertig av Gloucester, född 1639, död 1660 i London, var en engelsk prins.

## Biografi
Henry Stuart var tredje son till Karl I av England och Henrietta Maria av Frankrike.
Henry och hans syster Elisabet hamnade på grund av olika omständigheter i parlamentets fångenskap under det engelska inbördeskriget. I februari 1642 lämnade deras mor dem på Hampton Court Palace då hon följde deras äldre syster Mary till hennes giftermål i Nederländerna. När det engelska inbördeskriget utbröt i oktober samma år hamnade de två syskonen Henry och Elisabet under vårdnad av parlamentet som genom omständigheterna fick ansvar för dem under resten av inbördeskriget.
Parlamentet lät dem vistas på olika kungliga slott under övervakning och utnämnde adliga personer lojala till parlamentet att ta hand om deras hälsa och såg till att de fick en god utbildning. 1645 fick de sällskap av sin äldre bror Jakob i fångenskapen; han lyckades rymma 1648. Deras far tillfångatogs 1647, och de fick tillstånd att träffa honom vid flera tillfällen. De träffade båda sin far vid hans avrättning 1649. Henrys far fick honom att avge ett löfte att han inte skulle acceptera kronan om parlamentet skulle försöka utropa honom till marionettkung. När deras äldre bror sommaren 1650 utropades till kung av Skottlands fördes Henry och Elisabet till Isle of Whight. Elisabet avled senare samma år. År 1651 fick Henry tillstånd av Oliver Cromwell att lämna England och förena sig med sin familj i Frankrike.
Henry motstod under sin landsflykt i Frankrike sin mors försök att övertala honom att bli katolik, vistades sedan hos sin bror Karl i Köln, stred 1657–1658 i spanska armén i Flandern och återvände vid restaurationen 1660 till England, men avled samma år i smittkoppor. Historikern Edward Hyde, 1:e earl av Clarendon ägnar i sin historia hans karaktär varma lovord.